# Mannigfaltigkeit

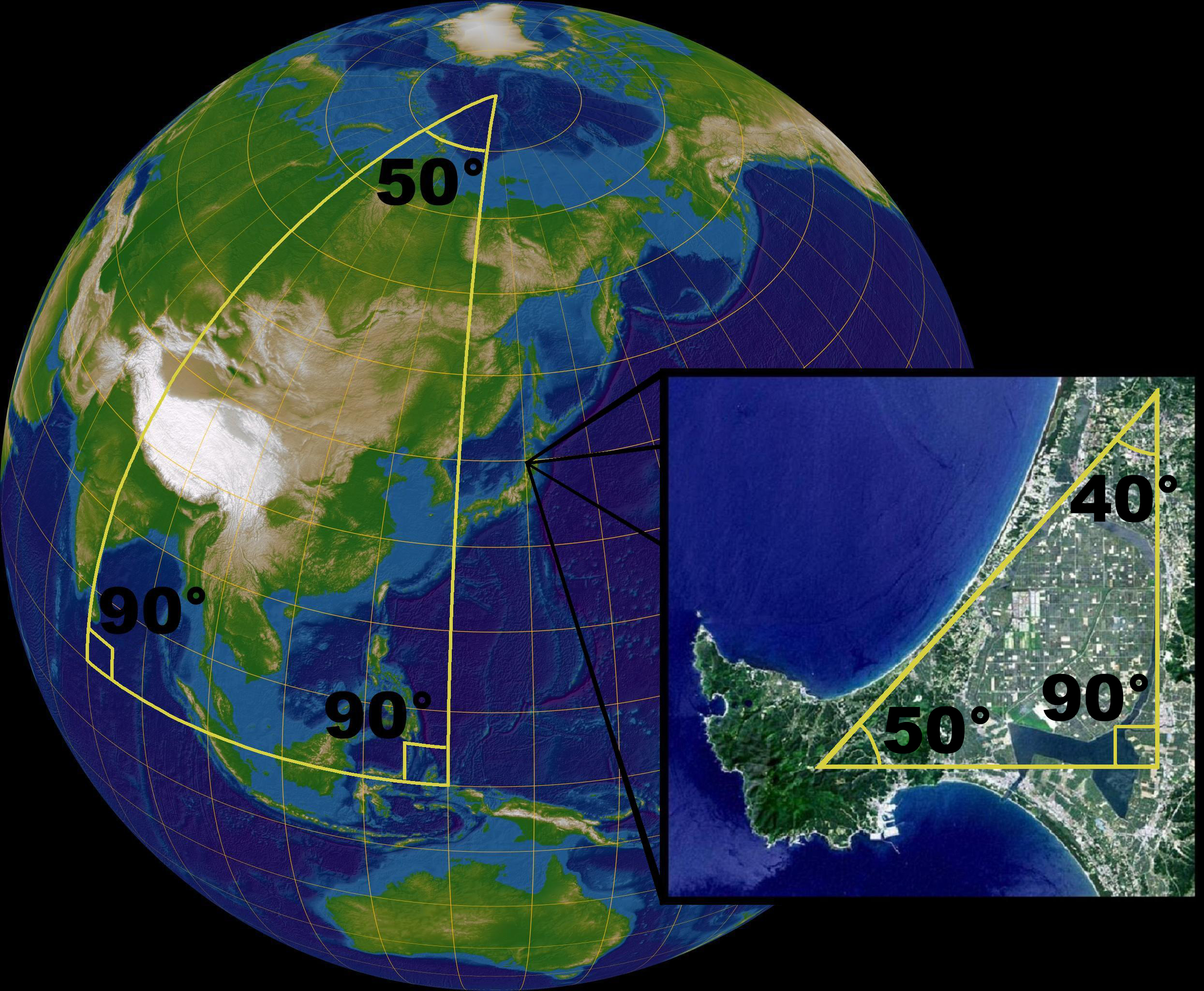
Die Sphäre kann mit mehreren Abbildungen „plattgedrückt“ werden. Entsprechend kann die Erdoberfläche in einem Atlas dargestellt werden.

Unter einer Mannigfaltigkeit versteht man in der Mathematik einen topologischen Raum, der lokal dem euklidischen Raum {\displaystyle \mathbb {R} ^{n}} gleicht. Global muss die Mannigfaltigkeit jedoch nicht einem euklidischen Raum gleichen (nicht zu ihm homöomorph sein).
Mannigfaltigkeiten sind der zentrale Gegenstand der Differentialgeometrie; sie haben bedeutende Anwendungen in der theoretischen Physik.

## Einführendes Beispiel
Ein gern gewähltes Beispiel für eine Mannigfaltigkeit ist eine Sphäre (= Kugeloberfläche), anschaulich etwa die Erdoberfläche:
Jede Region der Erde kann mit einer Karte auf eine Ebene ({\displaystyle \mathbb {R} ^{2}}) abgebildet werden.
Nähert man sich dem Rand der Karte, soll zu einer anderen Karte gewechselt werden, die das angrenzende Gebiet darstellt. So kann eine Mannigfaltigkeit durch einen vollständigen Satz von Karten vollständig beschrieben werden; man braucht dabei Regeln, wie sich beim Kartenwechsel die Karten überlappen. Dagegen gibt es keine einzelne Karte, auf der die gesamte Kugeloberfläche vollständig dargestellt werden kann, ohne letztere zu „zerreißen“; Weltkarten haben ebenfalls stets „Ränder“, oder sie bilden Teile der Erde zweimal ab.
Die Dimension einer Mannigfaltigkeit entspricht der Dimension einer lokalen Karte; alle Karten haben die gleiche Dimension.
Ein anderes Beispiel ist der Torus („Rettungsring“, „Donut“).

## Geschichtlicher Überblick
Das Konzept von Mannigfaltigkeiten entstand im 19. Jahrhundert insbesondere durch Forschung in der Geometrie und der Funktionentheorie. Während Differentialgeometer lokale Konzepte wie zum Beispiel die Krümmung von Kurven und Flächen untersuchten, betrachteten Funktionentheoretiker globale Probleme. Sie fanden heraus, dass Eigenschaften von Funktionen {\displaystyle F} mit topologischen Invarianten der Menge {\displaystyle F^{-1}(c)} für bestimmte {\displaystyle c} zusammenhängen. Diese Mengen {\displaystyle F^{-1}(c)} sind Mannigfaltigkeiten (vgl. Satz vom regulären Wert).
Der Begriff der Mannigfaltigkeit geht auf Bernhard Riemann zurück. In seinem Habilitationsvortrag Ueber die Hypothesen, welche der Geometrie zu Grunde liegen, den er 1854 unter anderem vor Carl Friedrich Gauß hielt, führte er den Begriff der Mannigfaltigkeiten ein. Er spricht von discreten und stetigen Mannigfaltigkeiten, die n-fach ausgedehnt sind, beschränkt sich zu dieser Zeit also auf Gebilde, die in den {\displaystyle \mathbb {R} ^{n}} eingebettet sind. Auf diesen Mannigfaltigkeiten kann man Winkel und Abstände messen. In späteren Arbeiten entwickelte er die riemannschen Flächen, die wahrscheinlich die ersten abstrakten Mannigfaltigkeiten waren. Mannigfaltigkeiten werden zur Abgrenzung manchmal abstrakt genannt, um auszudrücken, dass sie keine Teilmengen des euklidischen Raums sind.
Henri Poincaré begann in seinen Arbeiten mit der Untersuchung von dreidimensionalen Mannigfaltigkeiten, während bis dahin überwiegend zweidimensionale Mannigfaltigkeiten (Flächen) behandelt worden waren. Im Jahr 1904 stellte er die nach ihm benannte Poincaré-Vermutung auf. Sie besagt, dass jede einfach-zusammenhängende, kompakte dreidimensionale Mannigfaltigkeit homöomorph zur 3-Sphäre ist. Für diese Vermutung veröffentlichte Grigori Jakowlewitsch Perelman im Jahr 2002 einen Beweis, der zwar nicht in einer referierten Fachzeitschrift, sondern nur im Internet veröffentlicht wurde, jedoch von der Fachöffentlichkeit als richtig angesehen wird.
Die heute übliche Definition erschien erstmals 1913 bei Hermann Weyl in Riemannsche Flächen. Jedoch wurden erst durch die Veröffentlichungen von Hassler Whitney aus dem Jahr 1936 Mannigfaltigkeiten zu einem etablierten mathematischen Objekt. Sein wohl bekanntestes Resultat ist der Einbettungssatz von Whitney.

## Arten von Mannigfaltigkeiten

### Topologische Mannigfaltigkeiten
Sei {\displaystyle M} ein topologischer Raum. Man nennt {\displaystyle M} eine (topologische) Mannigfaltigkeit der Dimension {\displaystyle n} oder kurz eine {\displaystyle n}-Mannigfaltigkeit, falls die folgenden Eigenschaften erfüllt werden:
1. {\displaystyle M} ist ein Hausdorff-Raum.
2. {\displaystyle M} erfüllt das zweite Abzählbarkeitsaxiom.
3. {\displaystyle M} ist lokal euklidisch, das heißt, jeder Punkt besitzt eine Umgebung, welche homöomorph zu einer offenen Teilmenge des {\displaystyle \mathbb {R} ^{n}} ist.

Mannigfaltigkeiten erben viele lokale Eigenschaften vom Euklidischen Raum: sie sind lokal wegzusammenhängend, lokalkompakt und lokal metrisierbar. Mannigfaltigkeiten, welche homöomorph zueinander sind, werden als gleich (beziehungsweise äquivalent) angesehen. Daraus entstand die Frage nach der Klassifikation, also die Frage, wie viele nicht äquivalente Mannigfaltigkeiten es gibt.

### Differenzierbare Mannigfaltigkeiten

#### Homöomorphismus, Karte und Atlas
Um differenzierbare Funktionen zu betrachten, reicht die Struktur einer topologischen Mannigfaltigkeit nicht aus.
Es sei {\displaystyle M} eine solche topologische {\displaystyle n}-Mannigfaltigkeit ohne Rand.
Ist eine offene Teilmenge von {\displaystyle M} vorgegeben, auf der ein Homöomorphismus zu einer offenen Menge von {\displaystyle \mathbb {R} ^{n}} definiert ist, dann nennt man diesen Homöomorphismus eine Karte.
Eine Menge von Karten, deren Urbilder {\displaystyle M} überdecken, heißt Atlas von {\displaystyle M}.
Verschiedene Karten {\displaystyle \theta ,\eta } induzieren einen Homöomorphismus {\displaystyle \theta \circ \eta ^{-1}} (einen so genannten Kartenwechsel oder Koordinatenwechsel) zwischen offenen Teilmengen von {\displaystyle \mathbb {R} ^{n}}.
Falls für einen Atlas {\displaystyle {\mathcal {A}}} alle solchen Kartenwechsel {\displaystyle k}-mal differenzierbar sind, dann nennt man {\displaystyle {\mathcal {A}}} einen {\displaystyle C^{k}}-Atlas.
Zwei {\displaystyle C^{k}}-Atlanten (derselben Mannigfaltigkeit) nennt man genau dann miteinander verträglich, wenn ihre Vereinigung wieder einen {\displaystyle C^{k}}-Atlas bildet.
Diese Verträglichkeit ist eine Äquivalenzrelation.
Eine {\displaystyle C^{k}}-Mannigfaltigkeit ist eine topologische Mannigfaltigkeit zusammen mit einem {\displaystyle C^{k}}-Atlas (eigentlich mit einer Äquivalenzklasse von {\displaystyle C^{k}}-Atlanten).
Glatte Mannigfaltigkeiten sind Mannigfaltigkeiten vom Typ {\displaystyle C^{\infty }}.
Sind alle Kartenwechsel sogar analytisch, dann nennt man die Mannigfaltigkeit ebenfalls analytisch oder auch {\displaystyle C^{\omega }}-Mannigfaltigkeit.
Auf einer {\displaystyle C^{k}}-Mannigfaltigkeit {\displaystyle M} nennt man eine Funktion {\displaystyle f\colon M\to \mathbb {R} } genau dann {\displaystyle s}-mal differenzierbar ({\displaystyle s\leq k}), wenn sie auf jeder Karte {\displaystyle s}-mal differenzierbar ist.
Zu jeder (parakompakten) {\displaystyle C^{r}}-Mannigfaltigkeit ({\displaystyle r>1}) existiert ein Atlas, der beliebig oft differenzierbar oder sogar analytisch ist.
In der Tat ist diese Struktur sogar eindeutig, das heißt, es ist keine Einschränkung der Allgemeinheit, anzunehmen, dass jede Mannigfaltigkeit analytisch ist (wenn man von differenzierbaren Mannigfaltigkeiten redet).
Diese Aussage ist aber für topologische Mannigfaltigkeiten der Dimension {\displaystyle 4} oder höher nicht mehr unbedingt richtig:
So gibt es sowohl {\displaystyle C^{0}}-Mannigfaltigkeiten, die keine differenzierbare Struktur besitzen, als auch {\displaystyle C^{1}}-Mannigfaltigkeiten (oder auch {\displaystyle C^{\omega }}-Mannigfaltigkeiten, s. o.), die als differenzierbare Mannigfaltigkeiten unterschiedlich, aber als topologische Mannigfaltigkeiten gleich sind.
Das bekannteste Beispiel für den zweiten Fall sind die so genannten exotischen {\displaystyle 7}-Sphären, die alle homöomorph zu {\displaystyle \mathbb {S} ^{7}} (aber untereinander nicht diffeomorph) sind.
Da die topologische und die differenzierbare Kategorie in niedriger Dimension übereinstimmen, sind solche Resultate nur schwer zu veranschaulichen.

#### Tangentialbündel
An jedem Punkt {\displaystyle p} einer {\displaystyle n}-dimensionalen, differenzierbaren (aber nicht einer topologischen) Mannigfaltigkeit findet man einen Tangentialraum.
In einer Karte heftet man an diesen Punkt einfach einen {\displaystyle \mathbb {R} ^{n}} an und überlegt sich dann, dass das Differential eines Koordinatenwechsels an jedem Punkt einen linearen Isomorphismus definiert, der die Transformation des Tangentialraums in die andere Karte leistet.
Abstrakt definiert man den Tangentialraum an {\displaystyle p} entweder als den Raum der Derivationen an diesem Punkt oder den Raum von Äquivalenzklassen von differenzierbaren Kurven (wobei die Äquivalenzrelation angibt, wann die Geschwindigkeitsvektoren zweier Kurven an {\displaystyle p} gleich sein sollen).
Die Vereinigung aller Tangentialräume einer Mannigfaltigkeit bildet ein Vektorbündel, das Tangentialbündel genannt wird. Der Tangentialraum einer Mannigfaltigkeit {\displaystyle M} im Punkt {\displaystyle p} wird meist mit {\displaystyle T_{p}M} bezeichnet, das Tangentialbündel mit {\displaystyle TM}.

### Komplexe Mannigfaltigkeiten
Eine topologische Mannigfaltigkeit {\displaystyle X} heißt komplexe Mannigfaltigkeit der (komplexen) Dimension {\displaystyle n}, falls jeder Punkt {\displaystyle x\in X} eine offene Umgebung {\displaystyle U\subset X} hat, die homöomorph zu einer offenen Menge {\displaystyle V\subset \mathbb {C} ^{n}} ist. Ferner fordert man, dass für je zwei Karten {\displaystyle \theta _{i}\colon U_{i}\rightarrow V_{i},x\in U_{i}} der Kartenwechsel
{\displaystyle \theta _{j}\circ \theta _{i}^{-1}\colon V_{ij}\rightarrow V_{ji}}
holomorph ist. Hierbei bezeichne {\displaystyle V_{ij}\subset \mathbb {C} ^{n}} die Menge {\displaystyle \theta _{i}(U_{i}\cap U_{j})}.
Der wesentliche Unterschied zu gewöhnlichen differenzierbaren Mannigfaltigkeiten liegt weniger im Unterschied zwischen {\displaystyle \mathbb {C} ^{n}} und {\displaystyle \mathbb {R} ^{2n}}, sondern in der viel stärkeren Forderung der komplexen Differenzierbarkeit der Kartenwechselabbildungen.
(Zusammenhängende) Komplexe Mannigfaltigkeiten der Dimension 1 werden als Riemannsche Flächen bezeichnet. Andere spezielle komplexe Mannigfaltigkeiten sind die Steinschen Mannigfaltigkeiten und die Kählermannigfaltigkeiten, die komplexe, riemannsche Mannigfaltigkeiten sind.

### Riemannsche Mannigfaltigkeiten
Um auf einer differenzierbaren Mannigfaltigkeit von Längen, Abständen, Winkeln und Volumen zu sprechen, benötigt man eine zusätzliche Struktur. Eine Riemannsche Metrik (auch Metrischer Tensor genannt) definiert im Tangentialraum jedes Punktes der Mannigfaltigkeit ein Skalarprodukt. Eine differenzierbare Mannigfaltigkeit mit einer riemannschen Metrik heißt Riemannsche Mannigfaltigkeit. Durch die Skalarprodukte sind zunächst Längen von Vektoren und Winkel zwischen Vektoren definiert, davon ausgehend dann auch Längen von Kurven und Abstände zwischen Punkten auf der Mannigfaltigkeit.
Ist statt eines Skalarprodukts in jedem Tangentialraum nur eine (nicht notwendig symmetrische) Norm definiert, so spricht man von einer Finsler-Metrik und einer Finsler-Mannigfaltigkeit. Auf Finsler-Mannigfaltigkeiten sind Längen und Abstände definiert, nicht aber Winkel.

### Semi-Riemannsche Mannigfaltigkeiten
Andere Verallgemeinerungen riemannscher Mannigfaltigkeiten sind Semi-Riemannsche Mannigfaltigkeiten (auch Pseudo-Riemannsche Mannigfaltigkeiten genannt), die zum Beispiel in der Allgemeinen Relativitätstheorie auftreten.
Hier braucht die durch die Metrik in jedem Tangentialraum definierte symmetrische Bilinearform nicht positiv definit zu sein, sondern nur nicht-ausgeartet. Nach dem Trägheitssatz von Sylvester lässt sich eine solche Bilinearform als Diagonalmatrix mit Einträgen von {\displaystyle \pm 1} darstellen. Sind dann {\displaystyle r} Einträge +1 und {\displaystyle s} Einträge -1, spricht man von einer Metrik mit Signatur {\displaystyle (r,s)}. Ist die Signatur der Metrik {\displaystyle (m-1,1)} (oder nach einer anderen Konvention {\displaystyle (1,m-1)}), wobei {\displaystyle m} die Dimension der Mannigfaltigkeit ist, so spricht man von einer Lorentz-Mannigfaltigkeit. In der Allgemeinen Relativitätstheorie wird die Raumzeit durch eine vierdimensionale Lorentz-Mannigfaltigkeit, also mit der Signatur (3,1) (bzw. (1,3)), beschrieben.

### Banach-Mannigfaltigkeit
Eine Banach-Mannigfaltigkeit ist ein Hausdorffraum, der das zweite Abzählbarkeitsaxiom erfüllt und der lokal homöomorph zu einem beliebigen Banachraum ist und die übliche Kartenwechsel-Bedingung einer differenzierbaren Mannigfaltigkeit erfüllt. Die Kartenwechsel können frechet-differenzierbar und die Dimension dieser Mannigfaltigkeiten kann unendlichdimensional sein. Somit kann dieser Typ Mannigfaltigkeit als Verallgemeinerung einer differenzierbaren Mannigfaltigkeit verstanden werden.

### Lie-Gruppen
Eine Lie-Gruppe ist sowohl eine differenzierbare Mannigfaltigkeit als auch eine Gruppe, wobei die Gruppenmultiplikation (beziehungsweise Addition) und das Invertieren eines Gruppenelements differenzierbare Abbildungen sein müssen. Der Tangentialraum einer Lie-Gruppe am neutralen Element ist bezüglich des Kommutators {\displaystyle [\cdot ,\cdot ]} abgeschlossen und bildet eine zur Lie-Gruppe assoziierte Lie-Algebra.
Ein einfaches Beispiel für eine nicht kompakte Lie-Gruppe ist der euklidische Vektorraum {\displaystyle \mathbb {R} ^{n}} zusammen mit der normalen Vektorraumaddition. Die unitäre Gruppe {\displaystyle U(1)} ist ein Beispiel einer kompakten Lie-Gruppe (man kann sich diese Mannigfaltigkeit als einen Kreis vorstellen und die Gruppenoperation ist eine Drehung dieses Kreises). In der Physik (siehe Quantenchromodynamik) kommen vor allem die Gruppen {\displaystyle SU(n)} vor, die „speziellen unitären Gruppen der Ordnung {\displaystyle n}“ (z. B. {\displaystyle n=3}).

## Topologische Eigenschaften
- Für Mannigfaltigkeiten fallen die Begriffe zusammenhängend und wegzusammenhängend zusammen. Da Mannigfaltigkeiten auch lokal einfach zusammenhängend sind, haben alle zusammenhängenden Mannigfaltigkeiten eine universelle Überlagerung.[2]
- Jede Mannigfaltigkeit hat eine abzählbare Fundamentalgruppe.[2]
- Jede Mannigfaltigkeit der Dimension {\displaystyle n\leq 3} ist triangulierbar. Vierdimensionale Mannigfaltigkeiten sind im Allgemeinen nicht triangulierbar und auch für Mannigfaltigkeiten höherer Dimension wurde von Ciprian Manolescu bewiesen, dass sie nicht immer triangulierbar sind.
- Jede Mannigfaltigkeit ist metrisierbar. Dies folgt mittels des Metrisierbarkeitssatzes von Urysohn aus der Zweitabzählbarkeit zusammen mit der lokalen Kompaktheit oder Metrisierbarkeit.

## Mannigfaltigkeit mit Rand

Auf der linken Seite sind Mannigfaltigkeiten ohne Rand und auf der rechten Seite sind Mannigfaltigkeiten mit Rand abgebildet.

Mannigfaltigkeiten, welche bis jetzt in diesem Artikel abgehandelt wurden, sind unberandet. Berandete Mannigfaltigkeiten sind auch keine Mannigfaltigkeiten im obigen Sinn, jedoch ist ihre Definition sehr ähnlich. Sei dazu also {\displaystyle M} wieder ein topologischer Hausdorff-Raum, welcher dem zweiten Abzählbarkeitsaxiom genügt. Der Raum {\displaystyle M} heißt Mannigfaltigkeit mit Rand, falls jeder Punkt eine Umgebung besitzt, welche homöomorph zu einer Teilmenge des „nichtnegativen {\displaystyle n}‑dimensionalen Halbraumes“ {\displaystyle \mathbb {R} _{+}^{n}} ist:
{\displaystyle \mathbb {R} _{+}^{n}=\{x\in \mathbb {R} ^{n}\mid x_{n}\geq 0\}}.
Diese (nichtkompakte) Mannigfaltigkeit ist durch die {\displaystyle (n-1)}-dimensionale Ebene {\displaystyle \{x\in \mathbb {R} ^{n}\mid x_{n}=0\}} berandet.
Ein Beispiel für eine kompakte berandete Mannigfaltigkeit ist die abgeschlossene Vollkugel, die die Sphäre als Rand hat. Diese ist selbst eine unberandete Mannigfaltigkeit.
Auf berandeten Mannigfaltigkeiten kann man zusätzliche Strukturen ähnlich wie auf unberandeten Mannigfaltigkeiten definieren. Es ist zum Beispiel möglich, auf gewissen Mannigfaltigkeiten mit Rand eine differenzierbare Struktur zu definieren oder von Orientierbarkeit zu sprechen.

## Mannigfaltigkeiten mit Orientierung
Eine weitere wesentliche Eigenschaft von berandeten oder unberandeten Mannigfaltigkeiten betrifft die Orientierbarkeit bzw. Nicht-Orientierbarkeit der Mannigfaltigkeit. Sie kann ebenfalls „kartenweise“ definiert werden (wobei die Verträglichkeit von selbst erfüllt ist).
Wie die folgenden Beispiele zeigen, kommen alle vier Kombinationen mit bzw. ohne Rand sowie mit bzw. ohne Orientierung vor.

## Beispiele

### Diskreter Raum
Jeder abzählbare diskrete topologische Raum {\displaystyle S} ist eine nulldimensionale topologische Mannigfaltigkeit. Die Karten dieser Mannigfaltigkeiten sind die Paare {\displaystyle ({s},\phi _{s})} mit {\displaystyle \phi _{s}\colon s\to 0} und {\displaystyle s\in S}.

### Sphäre
Die Sphäre {\displaystyle \mathbb {S} ^{n}} ist eine unberandete orientierte Mannigfaltigkeit der Dimension {\displaystyle n}. Ein Atlas dieser Mannigfaltigkeit ist gegeben durch die beiden stereographischen Projektionen
{\displaystyle {\begin{aligned}\phi _{1}\colon \mathbb {S} ^{n}\setminus {N}\to \mathbb {R} ^{n},&\quad \phi _{1}(x_{1},\dotsc ,x_{n+1})=\left({\frac {x_{1}}{(1-x_{n+1})}},\dotsc ,{\frac {x_{n}}{(1-x_{n+1})}}\right)\\\phi _{2}\colon \mathbb {S} ^{n}\setminus {S}\to \mathbb {R} ^{n},&\quad \phi _{2}(x_{1},\dotsc ,x_{n+1})=\left({\frac {x_{1}}{(1+x_{n+1})}},\dotsc ,{\frac {x_{n}}{(1+x_{n+1})}}\right),\end{aligned}}}
wobei {\displaystyle N} den Nordpol {\displaystyle x_{n+1}=+1} und {\displaystyle S} den Südpol {\displaystyle x_{n+1}=-1} der Sphäre bezeichnen. Die daraus resultierende Initialtopologie ist die gleiche, die durch {\displaystyle \mathbb {R} ^{n+1}} auf {\displaystyle \mathbb {S} ^{n}} als Teilraumtopologie induziert würde. Die Sphäre wird außer in der Mathematik auch in anderen Wissenschaften untersucht, so zum Beispiel in der Kartographie oder auch in der Theoretischen Physik bei der sogenannten Bloch-Kugel.

### Rechteck

Eine orientierbare Mannigfaltigkeit mit Rand: ein Rechteck mit Länge und Breite (sowie der Diagonale)

Ein einfaches Beispiel einer berandeten und orientierbaren Mannigfaltigkeit betrifft ein (abgeschlossenes) Rechteck wie in nebenstehender Skizze.
Der Rand besteht aus den Rechteckseiten; die zwei Orientierungen sind „entgegen dem Uhrzeigersinn“ (+) bzw. „im Uhrzeigersinn“ (−). Im ersten Fall wird etwa der folgende Umlauf betrachtet: Von A nach B und weiter nach C und D, von dort zurück nach A; alles entgegen dem Uhrzeigersinn.

### Möbiussches Band

Eine nicht-orientierbare zweidimensionale Mannigfaltigkeit: Das Möbiussche Band

Wenn man die Seiten {\displaystyle {\overline {AD}}} und {\displaystyle {\overline {BC}}} des oben behandelten Rechtecks derart zusammenklebt, dass A auf B und C auf D zu liegen kommen, dann erhält man eine orientierbare, berandete Mannigfaltigkeit, die homöomorph zu {\displaystyle [0,1]\times S^{1}}, das heißt zum kartesischen Produkt aus dem geschlossenen Einheitsintervall und dem Kreisrand ist. Diese kann in den dreidimensionalen euklidischen Raum als Mantelfläche eines Zylinders eingebettet werden.
Wenn man dagegen die Punkte A und C sowie D und B zusammenklebt, was nach „Verdrillung“ der Schmalseiten möglich ist, und wenn das „Zusammenkleben“ nahtlos erfolgt, entsteht eine nicht orientierbare zweidimensionale Mannigfaltigkeit mit Rand. Diese wird Möbiusband genannt.
Der Rand dieser Mannigfaltigkeit entspricht einer „8“, das heißt mit der charakteristischen Überkreuzung in der Mitte. Zunächst wird z. B. entgegen dem Uhrzeigersinn der untere Halbkreis der 8 durchlaufen (= von A nach B), dann folgt die Überkreuzung (diese entspricht dem Überkleben mit Verdrillung); nach dem Überkreuzen folgt der obere Kreis der 8, durchlaufen im anderen Drehsinn, das heißt nicht von C nach D, sondern von D nach C.

### Kleinsche Flasche

Eine nicht-orientierbare zweidimensionale Mannigfaltigkeit ohne Rand: Die Kleinsche Flasche

Auf analoge Weise erhält man durch geeignetes Zusammenkleben zweier Bänder in Räumen mit wenigstens drei Dimensionen eine nicht orientierbare zweidimensionale Mannigfaltigkeit ganz ohne Rand, analog zur Oberfläche einer „Kugel mit Henkel“, das heißt eines Gebildes, das einem Torus ähnelt, der aber natürlich orientierbar wäre:
Diese nicht-orientierbare Mannigfaltigkeit ohne Rand heißt Kleinsche Flasche.

## Klassifizierung und Invarianten von Mannigfaltigkeiten
Am Anfang des Artikels wurde dargestellt, dass Mannigfaltigkeiten unterschiedliche Strukturen allgemeiner Art tragen können. Bei der Klassifikation von Mannigfaltigkeiten müssen diese Strukturen natürlich beachtet werden. So können zwei Mannigfaltigkeiten aus topologischer Sicht äquivalent sein, was bedeutet, dass es einen Homöomorphismus gibt, der die eine Mannigfaltigkeit in die andere überführt, jedoch können diese zwei Mannigfaltigkeiten unterschiedliche, nicht verträgliche differenzierbare Strukturen tragen, dann sind sie aus Sicht der Differentialgeometrie nicht äquivalent; aus der Sicht der Topologie können sie dagegen äquivalent sein. Sind zwei Mannigfaltigkeiten aus einer vorgegebenen Sicht äquivalent, so haben diese auch die gleichen, zu dieser Sicht passenden Invarianten, zum Beispiel gleiche Dimension oder gleiche Fundamentalgruppe.
Die zusammenhängenden eindimensionalen Mannigfaltigkeiten sind entweder diffeomorph und damit auch homöomorph zur reellen Zahlengerade {\displaystyle \mathbb {R} } oder zum Kreis {\displaystyle \mathbb {S} ^{1}}.
Die Klassifikation geschlossener Mannigfaltigkeiten ist in den Dimensionen zwei und drei ebenfalls bekannt. Mannigfaltigkeiten dieser Dimension haben genauso wie die eindimensionalen Mannigfaltigkeiten die besondere Eigenschaft, dass jede topologische Mannigfaltigkeit genau eine differenzierbare Struktur zulässt. Dies hat zur Folge, dass sich bei der Untersuchung solcher Mannigfaltigkeiten topologische und differentialgeometrische Methoden kombinieren lassen. In der Theorie der zweidimensionalen, geschlossenen Mannigfaltigkeiten gibt es den Klassifikationssatz für 2-Mannigfaltigkeiten. So sind zwei geschlossene Flächen mit gleichem Geschlecht zueinander diffeomorph, wenn sie beide orientierbar beziehungsweise beide nicht-orientierbar sind. Geschlossene Flächen sind also durch die Invarianten Orientierbarkeit und Geschlecht vollständig bestimmt. Für dreidimensionale, geschlossene Mannigfaltigkeiten wurde mittlerweile die wichtige „Vermutung zur Geometrisierung von 3-Mannigfaltigkeiten“ von Grigori Perelman bewiesen. Diese Theorie enthält als Spezialfall die Vermutung von Poincaré.
Bei vierdimensionalen Mannigfaltigkeiten ist die Klassifikation selbst im Fall einfach zusammenhängender Mannigfaltigkeiten sehr kompliziert und im Allgemeinen unmöglich, weil jede endlich präsentierte Gruppe als Fundamentalgruppe einer 4-Mannigfaltigkeit vorkommt und die Klassifikation endlich präsentierter Gruppen algorithmisch unmöglich ist. Man nennt den euklidischen Raum {\displaystyle \mathbb {R} ^{n}}, die Sphäre {\displaystyle \mathbb {S} ^{n}} und den hyperbolischen Raum {\displaystyle H^{n}} Modellräume (im Englischen: model spaces), da ihre Geometrie verhältnismäßig einfach zu beschreiben ist. In Dimension vier sind diese Räume auch sehr komplex. Es ist nicht bekannt, ob die Sphäre {\displaystyle \mathbb {S} ^{4}} zwei nicht verträgliche differenzierbare Strukturen besitzt, vermutet wird, dass sie unendlich viele besitzt. Der (nicht geschlossene) euklidische Raum {\displaystyle \mathbb {R} ^{4}} besitzt sogar überabzählbar viele. Aus diesem Grund ist die vierte Dimension eine Besonderheit, denn in allen anderen Dimension lässt sich nur genau eine differenzierbare Struktur auf {\displaystyle \mathbb {R} ^{n}} definieren. Ab Dimension fünf erweist sich die Klassifikation, jedenfalls für einfach zusammenhängende Mannigfaltigkeiten, als etwas einfacher. Jedoch gibt es auch hier noch viele offene Fragen, und die Klassifikation ist  immer noch sehr komplex. Aus diesem Grund beschränkt man sich oftmals darauf zu untersuchen, ob Mannigfaltigkeiten unterschiedlichen Klassen angehören, also ob sie unterschiedliche Invarianten besitzen. So nutzt man unter anderem Techniken aus der algebraischen Topologie, wie zum Beispiel die Homotopietheorie oder Homologietheorien, um Mannigfaltigkeiten auf Invarianten zu untersuchen, beispielsweise einer Invariante für den „einfachen Zusammenhang“.

Mannigfaltigkeiten Krümmungen unterschiedlicher Vorzeichen (von links nach rechts): Das Hyperboloid mit negativer Krümmung, der Zylinder mit Krümmung null und die Sphäre mit konstanter positiver Krümmung.

Zusammenhängende differenzierbare Mannigfaltigkeiten besitzen keine lokalen Invarianten. Das heißt, diese Eigenschaften gelten global für die ganze Mannigfaltigkeit und sind nicht von einem Punkt abhängig. Bei riemannschen Mannigfaltigkeiten ist dies anders. Mit Hilfe ihres Skalarproduktes können Krümmungen definiert werden. Der wichtigste Krümmungsbegriff ist der riemannsche Krümmungstensor, aus dem die meisten anderen Krümmungsbegriffe abgeleitet werden. Der Wert des Krümmungstensors ist abhängig von Punkt der Mannigfaltigkeit. So sind die Invarianten von Mannigfaltigkeiten mit Skalarprodukt vielfältiger als die von differenzierbaren Mannigfaltigkeiten ohne Skalarprodukt. Die Schnittkrümmung ist eine wichtige aus dem Krümmungstensor abgeleitete Größe. Für riemannsche Mannigfaltigkeiten mit konstanter Schnittkrümmung ist eine Klassifikation bekannt. Es lässt sich zeigen, dass solche Mannigfaltigkeiten isometrisch (also äquivalent) zu {\displaystyle N/\Gamma } sind. Wobei {\displaystyle N} für einen der oben erwähnten Modelräume {\displaystyle \mathbb {S} _{R}^{n},\,\mathbb {R} ^{n}} oder {\displaystyle \mathbb {H} _{R}^{n}} steht und {\displaystyle \Gamma } eine diskrete Untergruppe der Isometriegruppe {\displaystyle J(N)} ist, die frei und eigentlich diskontinuierlich auf {\displaystyle N} operiert. In der globalen riemannschen Geometrie untersucht man Mannigfaltigkeiten mit global beschränkter Krümmung auf topologische Eigenschaften. Ein besonders bemerkenswertes Resultat aus diesem Bereich ist der Sphärensatz. Hier wird aus bestimmten topologischen Eigenschaften und einer durch {\displaystyle {\tfrac {1}{4}}<K<1} beschränkten Schnittkrümmung {\displaystyle K} gefolgert, dass die Mannigfaltigkeit homöomorph (topologisch äquivalent) zur Sphäre ist. Im Jahr 2007 konnte sogar bewiesen werden, dass unter diesen Voraussetzungen die Mannigfaltigkeiten diffeomorph sind.

## Anwendungen
Mannigfaltigkeiten spielen eine wichtige Rolle in der Theoretischen Physik, der Theoretischen Biologie, den Ingenieurwissenschaften sowie in den Geowissenschaften, z. B. bei der Integration über Flächen und mehrdimensionale Integrationsgebiete, besonders Mannigfaltigkeiten mit Rand und mit Orientierung (siehe z. B. den Artikel Satz von Stokes).
In der Allgemeinen Relativitätstheorie und der Astrophysik sowie in den relativistischen Quantenfeldtheorien spielen Lorentzmannigfaltigkeiten, das heißt solche der Signatur (3,1), eine besondere Rolle bei der mathematischen Modellierung der Raumzeit und der vielen damit zusammenhängenden Größen.
In der Evolutionsbiologie betrachtet man unter anderem die Wright-Mannigfaltigkeit, als Menge der in einem genetischen Kopplungsgleichgewicht befindlichen Allelfrequenzen einer Population.